# Breedbandlantaarnhaai
De breedbandlantaarnhaai (Etmopterus gracilispinis) is een vis uit de familie Etmopteridae (volgens oudere inzichten de familie Dalatiidae) en behoort in elk geval tot de orde van doornhaaiachtigen (Squaliformes). De vis kan een lengte bereiken van 35 centimeter.

## Leefomgeving
De breedbandlantaarnhaai is een zoutwatervis. De soort komt voor in subtropische wateren in de Atlantische Oceaan op een diepte van 70 tot 1000 meter.

## Relatie tot de mens
De breedbandlantaarnhaai is voor de visserij van geen belang. In de hengelsport wordt er weinig op de vis gejaagd.